# Gérard Deprez
Gérard Deprez (Noville, 13 agosto 1943) è un politico belga, europarlamentare dal 1984 al 2009, senatore dal 2010 a 2014 e nuovamente europarlamentare dal 2014 al 2019.

## Biografia
Esponente del Partito Sociale Cristiano, ne è stato presidente dal 1981 al 1996.
Eletto europarlamentare per la prima volta alle elezioni europee del 1984, è stato rieletto altre quattro volte, rimanendo in carica fino al 2009. Nel frattempo, nel 1998 ha lasciato il PSC e ha fondato il Movimento dei Cittadini per il Cambiamento, che dal 2002 partecipa alla federazione del Movimento Riformatore.
Nel 2010 è stato eletto senatore, fino al 2014, quando è ritornato al Parlamento europeo.